# مونیک کلمن
مونیک کلمن (انگلیسی: Monique Coleman؛ زاده ۱۳ نوامبر ۱۹۸۰) یک هنرپیشه، و خواننده اهل ایالات متحده آمریکا است. وی از سال ۱۹۹۵ میلادی تاکنون مشغول فعالیت بوده‌است.

## گزیده فیلمشناسی
از فیلم‌ها یا برنامه‌های تلویزیونی که وی در آن نقش داشته‌است می‌توان به آثار زیر اشاره کرد.
- موزیکال دبیرستان (۲۰۰۶)
- موزیکال دبیرستان ۲ (۲۰۰۷)
- دبیرستان موزیکال ۳: سال آخر (۲۰۰۸)
- آزادی پستان (فیلم) (۲۰۱۴)
- دختران گیلمور (۲۰۰۴)
- دنیای مالکوم (۲۰۰۴)
- ورونیکا مارس (مجموعه تلویزیونی) (۲۰۰۵)
- رقص با ستارگان (۲۰۰۶)
- استخوان‌ها (مجموعه تلویزیونی) (۲۰۰۹)
- کلیولند شو (۲۰۰۹)